# Albert Rohan

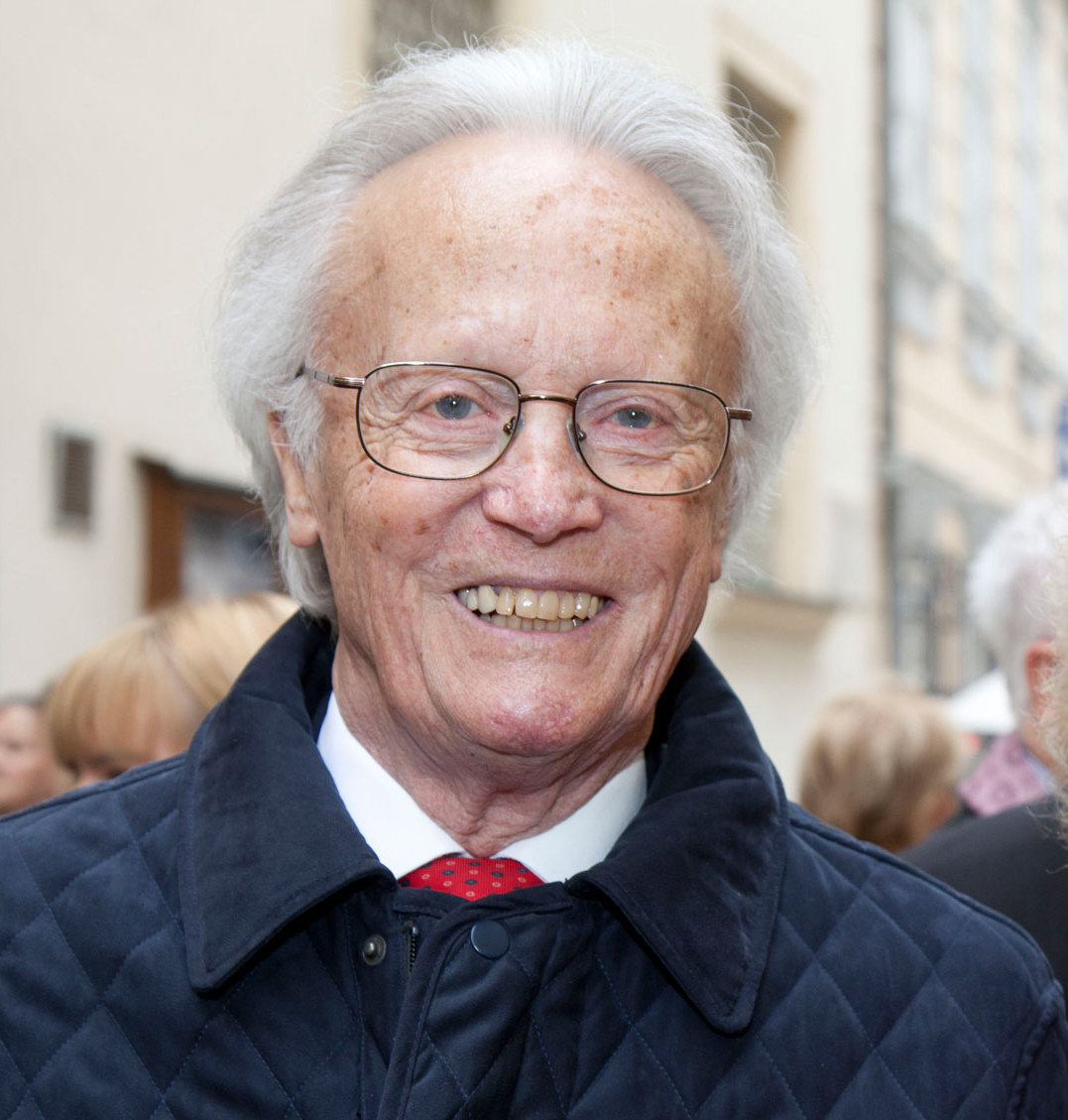
Albert Rohan (2015)

Albert Rohan (* 9. Mai 1936 in Melk, Niederösterreich; † 4. Juni 2019) war ein österreichischer Diplomat, Kolumnist und Berater für Wirtschaftsunternehmen.

## Leben
Albert Rohan entstammte einer im Zuge der Französischen Revolution teilweise nach Österreich geflohenen französischen Adelsfamilie Rohan.
Nach Studium und Promotion im Bereich Rechtswissenschaften an der Universität Wien sowie einem Master-Abschluss am College of Europe begann er seine Laufbahn 1963 im Dienst des österreichischen Bundesministeriums für auswärtige Angelegenheiten. Seine diplomatische Tätigkeit führte ihn nach Belgrad, London und während der Amtszeit von Kurt Waldheim als UN-Generalsekretär nach New York, wo er 1977 mit der Leitung des Kabinetts des Generalsekretärs betraut wurde.
Nach mehreren Spitzenpositionen im österreichischen diplomatischen Dienst (unter anderen Botschafter in Argentinien, Uruguay und Paraguay) wurde Rohan 1996 Generalsekretär des Außenministeriums. Im Jahr 2004 war er Berichterstatter der Internationalen Türkei-Kommission der EU. Gemeinsam mit Martti Ahtisaari wurde er 2005 von den UN als Sonderbeauftragter eingesetzt, um im Konflikt um den künftigen Status der unter UNO-Verwaltung stehenden serbischen Provinz Kosovo zu vermitteln.
Albert Rohan war Präsident der Österreichisch-Amerikanischen Gesellschaft sowie Vizepräsident der Österreichischen Gesellschaft für Europapolitik und Gründungsmitglied des European Council on Foreign Relations.
Er war mit Monika von Zallinger verheiratet.

## Auszeichnungen
- 2001: Großes Silbernes Ehrenzeichen mit dem Stern für Verdienste um die Republik Österreich[2]

## Publikationen
- Diplomat am Rande der Weltpolitik. Begegnungen, Beobachtungen, Erkenntnisse. Molden, Wien 2002, ISBN 3-85485-079-4.